# Liste der Bodendenkmäler in Rothenburg ob der Tauber
Auf dieser Seite sind die Bodendenkmäler in der mittelfränkischen Großen Kreisstadt Rothenburg ob der Tauber zusammengestellt. Diese Tabelle ist eine Teilliste der Liste der Bodendenkmäler in Bayern. Grundlage ist die Bayerische Denkmalliste, die auf Basis des Bayerischen Denkmalschutzgesetzes vom 1. Oktober 1973 erstmals erstellt wurde und seither durch das Bayerische Landesamt für Denkmalpflege geführt wird. Die folgenden Angaben ersetzen nicht die rechtsverbindliche Auskunft der Denkmalschutzbehörde.

## Bodendenkmäler der Gemeinde Rothenburg ob der Tauber

### Bodendenkmäler in der Gemarkung Bettenfeld
| Lage                  | Objekt | Akten-Nr.     | Bild |
| --------------------- | --- | ------------- | ---- |
| Bettenfeld (Standort) | Siedlung des Neolithikums. Siehe auch: Jungsteinzeit | D-5-6626-0008 |      |
| Bettenfeld (Standort) | Siedlung der Steinzeiten. Siehe auch: Steinzeit | D-5-6626-0009 |      |
| Bettenfeld (Standort) | Siedlung des Neolithikums. Siehe auch: Jungsteinzeit | D-5-6626-0010 |      |
| Bettenfeld (Standort) | Siedlung des Neolithikums. Siehe auch: Jungsteinzeit | D-5-6626-0011 |      |
| Bettenfeld (Standort) | Siedlung vorgeschichtlicher Zeitstellung. Siehe auch: Urgeschichte | D-5-6626-0012 |      |
| Bettenfeld (Standort) | Siedlung der Urnenfelderzeit. Siehe auch: Urnenfelderzeit | D-5-6626-0013 |      |
| Bettenfeld (Standort) | Siedlung der Steinzeiten. Siehe auch: Steinzeit | D-5-6626-0015 |      |
| Bettenfeld (Standort) | Siedlung vorgeschichtlicher Zeitstellung. Siehe auch: Urgeschichte | D-5-6626-0016 |      |
| Bettenfeld (Standort) | Siedlung der Latènezeit. Siehe auch: Latènezeit | D-5-6626-0017 |      |
| Bettenfeld (Standort) | Siedlung vorgeschichtlicher Zeitstellung. Siehe auch: Urgeschichte | D-5-6626-0019 |      |
| Bettenfeld (Standort) | Siedlung vorgeschichtlicher Zeitstellung. Siehe auch: Urgeschichte | D-5-6626-0020 |      |
| Bettenfeld (Standort) | Siedlung vorgeschichtlicher Zeitstellung. Siehe auch: Urgeschichte | D-5-6626-0021 |      |
| Bettenfeld (Standort) | Grabhügel mit Bestattungen vorgeschichtlicher Zeitstellung. Siehe auch: Hügelgrab, Urgeschichte                                                                                  | D-5-6626-0023 |      |
| Bettenfeld (Standort) | Grabenwerk vor- und frühgeschichtlicher oder mittelalterlicher Zeitstellung. Siehe auch: Grabenwerk, Mittelalter                                                                 | D-5-6626-0087 |      |
| Bettenfeld (Standort) | Mittelalterliche und frühneuzeitliche Befunde im Bereich der Evangelisch-Lutherischen Pfarrkirche St. Wendel und Hl. Kreuz in Bettenfeld. Siehe auch: Frühe Neuzeit, Pfarrkirche | D-5-6626-0092 |      |

### Bodendenkmäler in der Gemarkung Gattenhofen
| Lage                   | Objekt                                  | Akten-Nr.     | Bild |
| ---------------------- | --------------------------------------- | ------------- | ---- |
| Gattenhofen (Standort) | Abschnittsbefestigung des Mittelalters. | D-5-6527-0207 |      |

### Bodendenkmäler in der Gemarkung Leuzenbronn
| Lage                   | Objekt | Akten-Nr.     | Bild |
| ---------------------- | --- | ------------- | ---- |
| Leuzenbronn (Standort) | Freilandstation des Mesolithikums. Siehe auch: Freilandstation, Mittelsteinzeit | D-5-6626-0026 |      |
| Leuzenbronn (Standort) | Siedlung der Steinzeiten. Siehe auch: Steinzeit | D-5-6626-0027 |      |
| Leuzenbronn (Standort) | Siedlung der Steinzeiten. Siehe auch: Steinzeit | D-5-6626-0029 |      |
| Leuzenbronn (Standort) | Siedlung der Steinzeiten. Siehe auch: Steinzeit | D-5-6626-0030 |      |
| Leuzenbronn (Standort) | Siedlung der Steinzeiten. Siehe auch: Steinzeit | D-5-6626-0031 |      |
| Leuzenbronn (Standort) | Siedlung der Steinzeiten. Siehe auch: Steinzeit | D-5-6626-0032 |      |
| Leuzenbronn (Standort) | Siedlung der Eisenzeit. | D-5-6626-0033 |      |
| Leuzenbronn (Standort) | Siedlung vorgeschichtlicher Zeitstellung, Gräber der Urnenfelderzeit. | D-5-6626-0035 |      |
| Leuzenbronn (Standort) | Siedlung der Latènezeit. Siehe auch: Latènezeit | D-5-6626-0037 |      |
| Leuzenbronn (Standort) | Siedlung der Latènezeit. Siehe auch: Latènezeit | D-5-6626-0039 |      |
| Leuzenbronn (Standort) | Siedlung vorgeschichtlicher Zeitstellung. Siehe auch: Urgeschichte | D-5-6626-0040 |      |
| Leuzenbronn (Standort) | Siedlung vorgeschichtlicher Zeitstellung. Siehe auch: Urgeschichte | D-5-6626-0041 |      |
| Leuzenbronn (Standort) | Siedlung vorgeschichtlicher Zeitstellung. Siehe auch: Urgeschichte | D-5-6626-0046 |      |
| Leuzenbronn (Standort) | Mittelalterliche und frühneuzeitliche Befunde im Bereich der Evangelisch-Lutherischen Pfarrkirche St. Andreas in Leuzenbronn und ihrer Vorgängerbauten. Siehe auch: Frühe Neuzeit, Pfarrkirche | D-5-6626-0078 |      |
| Leuzenbronn (Standort) | Siedlung vor- und frühgeschichtlicher Zeitstellung. Siehe auch: Frühgeschichte | D-5-6626-0079 |      |
| Leuzenbronn (Standort) | Siedlung vor- und frühgeschichtlicher Zeitstellung. Siehe auch: Frühgeschichte | D-5-6626-0080 |      |
| Leuzenbronn (Standort) | Freilandstation des Mesolithikums. Siehe auch: Freilandstation, Mittelsteinzeit | D-5-6626-0089 |      |
| Leuzenbronn (Standort) | Herrschaftssitz des Mittelalters und der frühen Neuzeit. Siehe auch: Frühe Neuzeit | D-5-6626-0094 |      |

### Bodendenkmäler in der Gemarkung Lohr
| Lage            | Objekt | Akten-Nr.     | Bild |
| --------------- | --- | ------------- | ---- |
| Lohr (Standort) | Siedlung des Neolithikums, der Urnenfelderzeit und der Latènezeit. Siehe auch: Jungsteinzeit, Urnenfelderzeit, Latènezeit | D-5-6626-0067 |      |
| Lohr (Standort) | Siedlung des Neolithikums. Siehe auch: Jungsteinzeit                                                                      | D-5-6626-0072 |      |

### Bodendenkmäler in der Gemarkung Neusitz
| Lage               | Objekt                                                                                        | Akten-Nr.     | Bild |
| ------------------ | --------------------------------------------------------------------------------------------- | ------------- | ---- |
| Neusitz (Standort) | Siedlung des Neolithikums und der Urnenfelderzeit. Siehe auch: Jungsteinzeit, Urnenfelderzeit | D-5-6627-0060 |      |

### Bodendenkmäler in der Gemarkung Rothenburg ob der Tauber
| Lage                                | Objekt | Akten-Nr.     | Bild |
| ----------------------------------- | --- | ------------- | ---- |
| Rothenburg ob der Tauber (Standort) | Freilandstation des Mesolithikums. Siehe auch: Freilandstation, Mittelsteinzeit | D-5-6526-0013 |      |
| Rothenburg ob der Tauber (Standort) | Siedlung der Latènezeit. Siehe auch: Latènezeit | D-5-6526-0014 |      |
| Rothenburg ob der Tauber (Standort) | Mittelalterliche und frühneuzeitliche Befunde im Bereich des Landschlösschens Hohbach. Siehe auch: Frühe Neuzeit | D-5-6526-0063 |      |
| Rothenburg ob der Tauber (Standort) | Freilandstation des Mesolithikums, Siedlung des Neolithikums und der Latènezeit, mittelalterliche Wüstung Obersteinbach. Siehe auch: Freilandstation, Mittelsteinzeit, Jungsteinzeit, Latènezeit, Mittelalter, Wüstung | D-5-6527-0080 |      |
| Rothenburg ob der Tauber (Standort) | Siedlung der Steinzeiten. Siehe auch: Steinzeit | D-5-6527-0081 |      |
| Rothenburg ob der Tauber (Standort) | Freilandstation des Mesolithikums. Siehe auch: Freilandstation, Mittelsteinzeit | D-5-6527-0082 |      |
| Rothenburg ob der Tauber (Standort) | Freilandstation des Mesolithikums. Siehe auch: Freilandstation, Mittelsteinzeit | D-5-6527-0083 |      |
| Rothenburg ob der Tauber (Standort) | Siedlung vorgeschichtlicher Zeitstellung, mittelalterliche Wüstung Kolbenhof. Siehe auch: Urgeschichte, Mittelalter, Wüstung | D-5-6626-0002 |      |
| Rothenburg ob der Tauber (Standort) | Wüstung des Mittelalters. Siehe auch: Wüstung | D-5-6626-0003 |      |
| Rothenburg ob der Tauber (Standort) | Siedlung des Neolithikums. Siehe auch: Jungsteinzeit | D-5-6626-0004 |      |
| Rothenburg ob der Tauber (Standort) | Siedlung des Neolithikums sowie Wüstung des späten Mittelalters. | D-5-6626-0048 |      |
| Rothenburg ob der Tauber (Standort) | Höhensiedlung des Neolithikums, Abschnittsbefestigung der Metallzeiten und des frühen Mittelalters sowie Steinbruch des späten Mittelalters. Siehe auch: Jungsteinzeit, Metallzeit, Spätmittelalter | D-5-6627-0001 |      |
| Rothenburg ob der Tauber (Standort) | Archäologische Befunde im Bereich der Stadtbefestigung des hohen Mittelalters. Siehe auch: Stadtmauer, Hochmittelalter | D-5-6627-0003 |      |
| Rothenburg ob der Tauber (Standort) | Mittelalterliche und frühneuzeitliche Befunde im Bereich des ehemaligen Dominikanerinnenklosters in Rothenburg ob der Tauber. Siehe auch: Frühe Neuzeit | D-5-6627-0004 |      |
| Rothenburg ob der Tauber (Standort) | Siedlung vorgeschichtlicher Zeitstellung sowie archäologische Befunde des ehemaligen spätmittelalterlichen Franziskanerklosters mit Evangelisch-Lutherischen Kirche (ehemalige Franziskanerkirche Beatae Mariae Virginis) in Rothenburg ob der Tauber, deren mittelalterliche Vorgängerbauten sowie Friedhof des späten Mittelalters. Siehe auch: Urgeschichte, spätmittelalter, Mittelalter, Spätmittelalter | D-5-6627-0005 |      |
| Rothenburg ob der Tauber (Standort) | Spätmittelalterliche Befunde im Bereich des Schösschens. Siehe auch: Spätmittelalter | D-5-6627-0008 |      |
| Rothenburg ob der Tauber (Standort) | Freilandstation des Mesolithikums. Siehe auch: Freilandstation, Mittelsteinzeit | D-5-6627-0011 |      |
| Rothenburg ob der Tauber (Standort) | Siedlung des Neolithikums, Siedlung der Urnenfelderzeit sowie mittelalterliche Burg mit ehemalige Kapelle St. Blasius. Siehe auch: Jungsteinzeit, Urnenfelderzeit, Mittelalter | D-5-6627-0019 |      |
| Rothenburg ob der Tauber (Standort) | Mittelalterliche Wüstung Rödlein. Siehe auch: Wüstung | D-5-6627-0022 |      |
| Rothenburg ob der Tauber (Standort) | Siedlung der Steinzeiten. Siehe auch: Steinzeit | D-5-6627-0024 |      |
| Rothenburg ob der Tauber (Standort) | Siedlung des Neolithikums. Siehe auch: Jungsteinzeit | D-5-6627-0025 |      |
| Rothenburg ob der Tauber (Standort) | Siedlung des Neolithikums. Siehe auch: Jungsteinzeit | D-5-6627-0027 |      |
| Rothenburg ob der Tauber (Standort) | Siedlung des Neolithikums und der Urnenfelderzeit. Siehe auch: Jungsteinzeit, Urnenfelderzeit | D-5-6627-0028 |      |
| Rothenburg ob der Tauber (Standort) | Siedlung des Neolithikums. Siehe auch: Jungsteinzeit | D-5-6627-0030 |      |
| Rothenburg ob der Tauber (Standort) | Siedlung des Neolithikums. Siehe auch: Jungsteinzeit | D-5-6627-0031 |      |
| Rothenburg ob der Tauber (Standort) | Burgstall des Mittelalters. Siehe auch: Burgstall | D-5-6627-0032 |      |
| Rothenburg ob der Tauber (Standort) | Siedlung des Alt- und Mittelneolithikums. Siehe auch: Mittelneolithikum | D-5-6627-0034 |      |
| Rothenburg ob der Tauber (Standort) | Siedlung des Neolithikums und der Urnenfelderzeit. Siehe auch: Jungsteinzeit, Urnenfelderzeit | D-5-6627-0035 |      |
| Rothenburg ob der Tauber (Standort) | Siedlung des Neolithikums. Siehe auch: Jungsteinzeit | D-5-6627-0039 |      |
| Rothenburg ob der Tauber (Standort) | Siedlung der Hallstattzeit. Siehe auch: Hallstattzeit | D-5-6627-0040 |      |
| Rothenburg ob der Tauber (Standort) | Siedlung des Neolithikums. Siehe auch: Jungsteinzeit | D-5-6627-0046 |      |
| Rothenburg ob der Tauber (Standort) | Siedlung vorgeschichtlicher Zeitstellung. Siehe auch: Urgeschichte | D-5-6627-0047 |      |
| Rothenburg ob der Tauber (Standort) | Siedlung des Neolithikums. Siehe auch: Jungsteinzeit | D-5-6627-0050 |      |
| Rothenburg ob der Tauber (Standort) | Siedlung der Metallzeiten. Siehe auch: Metallzeit | D-5-6627-0052 |      |
| Rothenburg ob der Tauber (Standort) | Siedlung des Neolithikums. | D-5-6627-0053 |      |
| Rothenburg ob der Tauber (Standort) | Archäologische Befunde im Bereich der Stadtbefestigung des späten Mittelalters und der frühen Neuzeit von Rothenburg ob der Tauber. Siehe auch: Stadtmauer, Spätmittelalter, Frühe Neuzeit | D-5-6627-0227 |      |
| Rothenburg ob der Tauber (Standort) | Archäologische Befunde im Bereich des mittelalterlichen jüdischen Friedhofs, der spätmittelalterlichen Synagoge, der späteren abgegangenen frühneuzeitlichen Kapelle zur Reinen Maria und eines frühneuzeitlichen Friedhofs. Siehe auch: Mittelalter, spätmittelalter, Synagoge, Frühe Neuzeit | D-5-6627-0228 |      |
| Rothenburg ob der Tauber (Standort) | Teile der spätmittelalterlichen städtischen Vorbefestigung Rothenburg ob der Taubers sowie Befunde einer zugehörigen Brücke. Siehe auch: spätmittelalter | D-5-6627-0244 |      |
| Rothenburg ob der Tauber (Standort) | Hoch- und spätmittelalterliche sowie früh- und spätneuzeitliche Befunde im Bereich der Altstadt von Rothenburg ob der Tauber. Siehe auch: spätmittelalter | D-5-6627-0256 |      |
| Rothenburg ob der Tauber (Standort) | Erdwerk vor- und frühgeschichtlicher oder mittelalterlicher Zeitstellung. Siehe auch: Mittelalter | D-5-6627-0261 |      |
| Rothenburg ob der Tauber (Standort) | Siedlung des Neolithikums. Siehe auch: Jungsteinzeit | D-5-6627-0288 |      |
| Rothenburg ob der Tauber (Standort) | Siedlung vorgeschichtlicher Zeitstellung sowie mittelalterliche Wüstung Hagen. Siehe auch: Urgeschichte, Mittelalter, Wüstung | D-5-6627-0289 |      |
| Rothenburg ob der Tauber (Standort) | Mittelalterliche und frühneuzeitliche Befunde im Bereich der Evangelisch-Lutherischen Pfarrkirche St. Jakob in Rothenburg ob der Tauber. Siehe auch: Frühe Neuzeit, Pfarrkirche | D-5-6627-0290 |      |
| Rothenburg ob der Tauber (Standort) | Mittelalterliche und frühneuzeitliche Befunde im Bereich der Katholischen Pfarrkirche St. Johannis in Rothenburg ob der Tauber. Siehe auch: Frühe Neuzeit, Pfarrkirche | D-5-6627-0291 |      |
| Rothenburg ob der Tauber (Standort) | Mittelalterliche und frühneuzeitliche Befunde im Bereich der Evangelisch-Lutherischen Spitalkirche Hl. Geist in Rothenburg ob der Tauber. Siehe auch: Frühe Neuzeit | D-5-6627-0292 |      |
| Rothenburg ob der Tauber (Standort) | Mittelalterliche und frühneuzeitliche Befunde im Bereich der Evangelisch-Lutherischen Kirche St. Wolfgang (Schäferkirche) in Rothenburg ob der Tauber. Siehe auch: Frühe Neuzeit | D-5-6627-0293 |      |
| Rothenburg ob der Tauber (Standort) | Abgegangene mittelalterliche St. Michaels-Kapelle, Friedhof des Mittelalters. Siehe auch: Mittelalter | D-5-6627-0294 |      |
| Rothenburg ob der Tauber (Standort) | Archäologische Befunde im Bereich der mittelalterlichen Synagoge und späteren mittelalterlichen und frühneuzeitlichen Marienkapelle in Rothenburg ob der Tauber. Siehe auch: Mittelalter, Synagoge, Frühe Neuzeit | D-5-6627-0295 |      |
| Rothenburg ob der Tauber (Standort) | Frühneuzeitlicher Friedhof mit Friedhofskapelle. | D-5-6627-0296 |      |
| Rothenburg ob der Tauber (Standort) | Mittelalterliche und frühneuzeitliche Befunde im Bereich der Evangelisch-Lutherischen Kirche St. Leonhard und des ehemaligen Siechhauses in Rothenburg ob der Tauber. Siehe auch: Frühe Neuzeit | D-5-6627-0297 |      |
| Rothenburg ob der Tauber (Standort) | Mittelalterliche und frühneuzeitliche Befunde im Bereich der Katholischen Kirche Unserer Lieben Frau zu Kobolzell und ihrer Vorgängerbauten. Siehe auch: Frühe Neuzeit | D-5-6627-0299 |      |
| Rothenburg ob der Tauber (Standort) | Mittelalterliche und frühneuzeitliche Befunde im Bereich des ehemaligen Herrensitzes in Kobolzell. Siehe auch: Frühe Neuzeit, Herrenhaus (Gebäude) | D-5-6627-0300 |      |
| Rothenburg ob der Tauber (Standort) | Mittelalterliche und frühneuzeitliche Befunde im Bereich des ehemaligen Benediktinerinnenklosters sowie der Evangelisch-Lutherischen Pfarrkirche St. Peter und Paul in Detwang mit Friedhof des Mittelalters und der frühen Neuzeit. Siehe auch: Frühe Neuzeit, Pfarrkirche, Frühe Neuzeit | D-5-6627-0302 |      |
| Rothenburg ob der Tauber (Standort) | Mittelalterliche und frühneuzeitliche Richtstätte. Siehe auch: Frühe Neuzeit | D-5-6627-0311 |      |
| Rothenburg ob der Tauber (Standort) | Untertägige Teile der vorstädtischen spätmittelalterlichen Bebauung mit Befunden einer Ziegelei des späten Mittelalter und der Neuzeit. Siehe auch: spätmittelalter | D-5-6627-0313 |      |
| Rothenburg ob der Tauber (Standort) | Archäologische Befunde im Bereich der frühneuzeitlichen Roßmühle in Rothenburg o.d.Tauber. Siehe auch: Frühe Neuzeit | D-5-6627-0314 |      |